# Keisuke Honda
Keisuke Honda (jap. 本田圭佑 Honda Keisuke; ur. 13 czerwca 1986 w Settsu, Osaka) – japoński trener oraz piłkarz występujący na pozycji ofensywnego pomocnika lub skrzydłowego w litewskim klubie Sūduva Mariampol. Obecnie pełni również rolę dyrektora generalnego reprezentacji Kambodży.

## Kariera klubowa[1][2]

### Wczesne lata
Honda urodził się w Settsu. W piłkę zaczął grać w drugiej klasie szkoły podstawowej w miejscowym Settsu FC. Następnie zdecydował się grać dla szkoły Seiryo High School. Był jednym z najlepszych zawodników tej drużyny, a jego drużyna awansowała do półfinału mistrzostw szkół w Japonii.

### Nagoya Grampus
Honda mógł dołączyć do Nagoyi Grampus, chociaż był jeszcze wtedy piłkarzem szkoły Seiryo High School. Po ukończeniu studiów w 2005 roku został oficjalnym zawodnikiem Nagoyi Grampus. W tej drużynie zadebiutował 5 marca 2005 roku w meczu J-League przeciwko JEF United Ichihara Chiba. Mecz zakończył się wynikiem (2:2), a Honda zszedł z boiska w 88. minucie.

### VVV Venlo
16 stycznia 2008 roku podpisał 2,5-letni kontrakt z holenderskim VVV Venlo. Jego debiut w tym klubie miał miejsce 20 stycznia 2008 roku w meczu ligowym z PSV Eindhoven. Gra Hondy nie pomogła utrzymać się klubowi w Eredivisie na następny sezon. W sezonie 2008/09 w rozgrywkach Eerste divisie Honda w 36 meczach strzelił 16 bramek, walnie przyczyniając się do powrotu Venlo do najwyższej klasy rozgrywkowej w Holandii. W sezonie 2009/10 w ciągu rundy jesiennej w Venlo rozegrał 18 spotkań, w których strzelił 6 bramek. Były to jego ostatnie mecze w barwach klubu z Holandii, ponieważ na wiosnę grał już w rosyjskim CSKA Moskwa.

### CSKA Moskwa
1 stycznia 2010 roku CSKA Moskwa poinformowała o pozyskaniu zawodnika. W CSKA Honda zadebiutował 12 marca 2010 roku w meczu z Amkarem Perm, w którym strzelił zwycięską bramkę. Razem z moskiewskim klubem zdobył jedno mistrzostwo i dwa puchary kraju.

### AC Milan
W styczniu 2014 został nowym piłkarzem A.C. Milanu. W czerwcu 2017 roku Milan nie przedłużył wygasającego kontraktu z zawodnikiem. Łącznie dla Mediolańskiego klubu rozegrał 81 spotkań i strzelił 9 bramek.

### FC Pachuca
W lipcu 2017 podpisał kontrakt z meksykańską drużyną CF Pachuca.

### Melbourne Victory
6 sierpnia 2018 został nowym piłkarzem australijskiego Melbourne Victory.

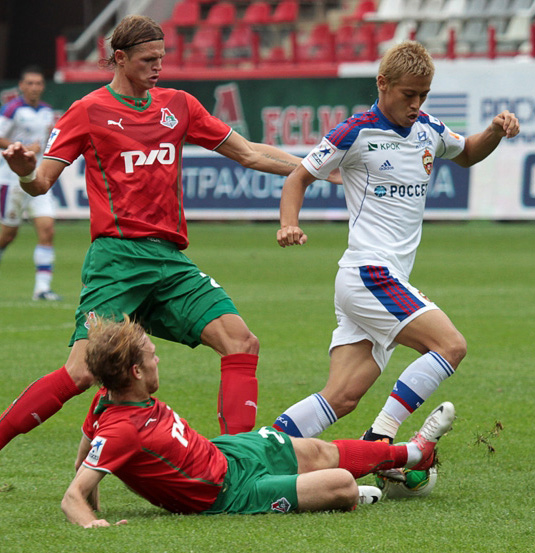
Keisuke Honda w barwach CSKA Moskwa

### SBV Vitesse
W listopadzie 2019 zaliczył powrót do holenderskiej Eredivisie i podpisał kontrakt z Vitesse. Jednak, po rozegraniu zaledwie czterech występów, został on rozwiązany.

### Botafogo FR
W styczniu 2020 roku podpisał kontrakt z brazylijskim zespołem Botafogo FR. Zdobyta bramka w meczu ze Sport Club de Recife, uczyniła go pierwszym piłkarzem, który zdobywał gole aż na pięciu kontynentach.

### Portimonense SC
W lutym 2021 roku podpisał kontrakt z zespołem ligi portugalskiej – Portimonense SC, jednak po pięciu dniach rozstał się z klubem, po tym jak okazało się, że nie będzie mógł zostać zgłoszony do rozgrywek.

### Neftçi PFK
Od marca do września 2021 był piłkarzem azerskiego Neftçi PFK, z którym wygrał rozgrywki Azərbaycan Premyer Liqası.

### Sūduva Mariampol
14 września 2021 podpisał kontrakt z litewską Sūduvą Mariampol.

## Kariera reprezentacyjna
Był członkiem młodzieżowej drużyny Japonii w 2005 r. na Mistrzostwa Świata U-20 i na Letnich Igrzyskach Olimpijskich w 2008 r.
W 2008 roku zadebiutował w pierwszej reprezentacji Japonii w spotkaniu przeciwko Chile, zdobywając przy tym swoją pierwszą bramkę.
Uczestnik trzech turniejów o Mistrzostwo Świata (2010, 2014, 2018) na którym rozegrał 11 spotkań i strzelił 3 gole.
Po ćwierćfinałowej porażce w spotkaniu z Belgią postanowił zakończyć reprezentacyjną karierę.

Łącznie w reprezentacji Kraju Kwitnącej Wiśni rozegrał 98 spotkań i zdobył 37 goli.

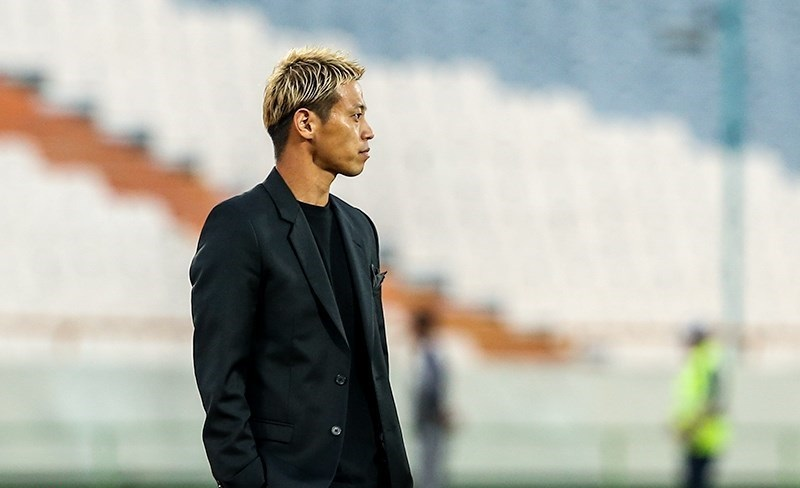
Keisuke Honda w roli trenera reprezentacji Kambodży

## Kariera trenerska
Od 12 sierpnia 2018 roku piłkarz pełni funkcję dyrektora generalnego reprezentacji Kambodży.

## Sukcesy

### Klubowe
VVV-Venlo
- Eerste Divisie: 2008–09

CSKA Moskwa
- Primjer Liga: 2012–13
- Puchar Rosji: 2010–11, 2012–13
- Superpuchar Rosji: 2013

AC Milan
- Superpuchar Włoch: 2016

### Reprezentacyjne
Japonia
- Puchar Azji: 2011

### Indywidualne
- Piłkarz roku Eerste Divisie: 2008–09
- Japoński piłkarz roku: 2010
- Najlepszy piłkarz Pucharu Azji: 2011
- Najlepszy piłkarz Azji: 2013